# Leptostylus viridicomus
Leptostylus viridicomus är en skalbaggsart som beskrevs av Fisher 1942. Leptostylus viridicomus ingår i släktet Leptostylus och familjen långhorningar.
Artens utbredningsområde är Haiti. Inga underarter finns listade i Catalogue of Life.